# Лазурь (геральдика)
Лазу́рь (фр. Azur, англ. Azure) — традиционное название для синего цвета и его оттенков в геральдике. Традиционное прилагательное — лазо́ревый. В геральдической литературе именуется также как лазуревый, лазурный, синий, голубой.

## Особенности
В гербах принцев выражается термином «Jupiter», в гербах пэров — «saphir», во всех прочих «azur».
Лазурь получалась смешиванием алюмината кобальта (тенаровой сини) и ультрамарина.

## Шраффировка
Графически в чёрно-белом варианте цвет обозначается горизонтальными линиями. Также может передаваться аббревиатурой b., Az., bl. и В (от blau или blue), рус. лаз. В древних итальянских источниках можно найти его символическое значение в виде буквы «Т» («turchino» в переводе с итальянского означает тёмно-синий), а также в виде знака планеты Юпитер, название которой на санскрите — «Diuv-pitar» (отсюда происходит «Juppiter», то есть «отец небесный» — «отец голубого дневного неба», а у тюрков бог Тенгри).

## Символика цвета
В геральдике этот цвет олицетворяет такие понятия, как: преданность, верность, набожность, святость, чистота, целомудрие, справедливость, а также: красота, благородство происхождения, сила, бдительность, стремление к победе, настойчивость и упорство, богатство, любовь к Родине, доброе предзнаменование, гордость и слава. 
На рыцарских турнирах синий цвет обозначал ревность, но в сочетании с серебром — победу. Английские специалисты по геральдике ассоциируют этот цвет с Сапфиром, синим Корундом, а также с планетой Юпитер. В военном искусстве во времена античности этот цвет наряду с красным получил наибольшее распространение. Могущественные Боги Олимпа, как богиня воздушной стихии Гера-Юнона, и покровитель моря Посейдон-Нептун изображались в синем. Синее облачение было характерно и для тех, кто считал себя их наследниками (Ахиллес и Секст Помпей). Геральдисты отмечают, что именно синий цвет был отличительным знаком одной из группировок (венов) римского цирка.
Этот цвет является наиболее распространённым во французской геральдике (порядка 85 % французских гербов). Подобная тенденция наметилась с незапамятных времён, её зачинателями были кельты, впоследствии её применяли римляне (как в Галлии, так и в Британии), а затем и франки (Карл Великий обозначался в синем одеянии на «французский манер»). Традицию закрепил Святой Мартин, поделивший свой синий плащ с нищим. Хлодвиг — 1-й король франков, родоначальник Франкского государства, сделал синий цвет символом королевской власти. Данную традицию продолжили его наследники, поместившие на синем фоне три золотые лилии. Синий цвет преобладает в подавляющем большинстве гербов тех областей Франции, которые были подчинены представителям династии Капетингов, а в тех областях, где в течение длительного времени правили Плантагенеты, число этих гербов сокращается до 72-75 %. В районах граничащих с Испанией, этот процент составляет около 60 % и здесь большое распространение получил красный цвет. В Наварре синий цвет встречается всего в 30 % гербов.
Этимология термина восходит к персидскому слову «lazwaed», означающему «голубое небо» — так арабы называли минеральную краску ляпис-лазурь, добываемую из толчёного лазурита. Этот минеральный краситель был одним из наиболее дорогостоящих из всех синих красок, используемых в живописи. Морские и речные воды передавались при помощи оттенка «аквамарин». 
В средневековой астрономии синему цвету соответствовала планета Юпитер, в алхимии — сапфир и олово, стихия — воздух.
В эзотерической символике синий цвет обозначает холод и чистоту — уход от мирской суеты и стремление души к Богу.